# Night Beat (Sam Cooke)
Night Beat è un album discografico del cantante Soul e Rhythm and Blues statunitense Sam Cooke, pubblicato dalla casa discografica RCA Victor Records nell'agosto del 1963.
Il titolo dell'album ebbe origine da alcune sedute notturne in studio fatte da Cooke e da un gruppo di musicisti turnisti nel febbraio 1963. È considerato uno degli album migliori di Sam Cooke.

## Descrizione

### Registrazione
Cooke e la sua band di accompagnamento in studio formata dal pianista Ray Johnson, dall'organista Billy Preston (all'epoca solo sedicenne), dal chitarrista Barney Kessell, dai batteristi Ed Hall e Hal Blaine, dai bassisti Cliff Hils e Clif White, e dal chitarrista ritmico René Hall, incisero Night Beat in tre giorni nel corso di lunghe sessioni notturne presso gli RCA Victor Studios di Hollywood nel febbraio 1963. Le tracce I Lost Everything, Get Yourself Another Fool e Trouble Blues furono registrate il 22 febbraio, successivamente il gruppo tornò in studio il giorno dopo, senza Kessell, per incidere Nobody Knows the Trouble I've Seen, Mean Old World, Little Red Rooster e Laughin' and Clownin'. L'ultima seduta di registrazione per Night Beat si svolse il 25 febbraio, quando lo stesso gruppo di musicisti, senza Hall e Kessell, misero su nastro Lost and Lookin', Please Don't Drive Me Away, You Gotta Move, Fool's Paradise e Shake Rattle and Roll.

## Accoglienza
| Recensione     | Giudizio |
| -------------- | -------- |
| AllMusic       | [ 1 ]    |
| Blender        | [ 2 ]    |
| MusicHound R&B | [ 3 ]    |

Secondo John Bush di Allmusic, "addobbato con archi e cori vocali per il massimo potenziale commerciale, il materiale solista di Sam Cooke spesso mascherava la parte più importante del suo genio, la sua voce gloriosa, quindi la strana prova di un piccolo gruppo guadagna una raccomandazione speciale nella sua discografia". Egli ipotizzò che se Cooke non fosse morto prematuramente, "ci sarebbero state molte altre sessioni come questa, ma Night Beat è un tesoro ancora più ricco proprio per la sua rarità". Al Kooper di Goldmine scrisse: "Questo è un intimo Sam Cooke con i suoi musicisti preferiti che si divertono davvero in studio, senza ovviamente alcuna particolare intenzione a speronare le classifiche pop o R&B; ... Ogni canzone è come un altro dipinto lunatico sempre nella giusta cornice di buon gusto".
Nel 2007 The Guardian incluse il disco nella sua lista "1000 Albums to Hear Before You Die", scrivendo: "[Cooke] ha portato un'intensità spirituale a ogni dolce pezzo mainstream che ha inciso, ma la sua bella voce non è mai stata più affascinante che in questo silenzioso e grazioso album finale".

## Tracce
Lato 1
1. Nobody Knows the Trouble I've Seen – 3:22 (Traditional; arranged by Sam Cooke)
2. Lost and Lookin' – 2:09 (James W. Alexander, Lowell Jordan)
3. Mean Old World – 3:44 (Cooke)
4. Please Don't Drive Me Away – 2:12 (Charles Brown, Jesse Ervin)
5. I Lost Everything – 3:19 (Ella Tate)
6. Get Yourself Another Fool – 4:00 (Ernest Monroe Tucker, Frank A. Haywood [6])

Lato 2
1. Little Red Rooster – 2:50 (Willie Dixon)
2. Laughin' and Clownin' – 3:34 (Cooke)
3. Trouble Blues – 3:18 (Brown)
4. You Gotta Move – 2:35 (Cooke)
5. Fool's Paradise – 2:32 (Johnny Fuller, Robert Geddins, David Avid)
6. Shake, Rattle and Roll – 3:22 (Charles Calhoun)

## Formazione
- Sam Cooke – voce solista
- René Hall – direzione, chitarra
- Clifton White, Barney Kessel – chitarra
- Cliff Hils – basso
- Sharky Hall – batteria, tamburello
- Hal Blaine – batteria
- Ray Johnson – piano
- Billy Preston – organo
- Dave Hassinger – ingegnere del suono